# Cesare Zavattini
Cesare Zavattini (Luzzara, Reggio Emilia, 20. rujna 1902. – Rim, 17. listopada 1989.), talijanski filmski scenarist.
Rođen samo godinu dana poslije svoga nerazdvojnog umjetničkog kompanjona Vittoria De Sice, 1902. godine. Zavattini ga je uspio nadživjeti punih petnaest godina, pišući u starijim godinama isključivo pjesme, drame i eseje. Govoriti o Zavattinijevu umjetničkom opusu znači prije svega govoriti o filmovima s kojima je zajedno s De Sicom promovirao talijanski neorealizam - smjer u talijanskoj kinematografiji pedesetih godina, koji je trajno obilježio i cjelokupnu talijansku kulturu i umjetnost toga doba, kao i svjetski film u cjelini. Filmovi poput "Kradljivci bicikla", "Čuda u Milanu", "Čistača ulice" prava su remek-djela u svjedočanstvu jednog razdoblja, ne samo kulture, nego i života.